# Richard Crawshay
Pour les articles homonymes, voir Crawshay.
Richard Crawshay (1739-1810) fut un marchand londonien d'acier et de canons, puis un fondeur d'acier du Pays de Galles, seul propriétaire à partir de 1794 de Cyfarthfa Ironworks, qui était en 1803 la plus grande aciérie du monde, employant 1 500 personnes, qui battait sa propre monnaie et utilisait l'énergie hydraulique d'une rivière détournée, la Taff Fawr.  

## Biographie
Né à Normanton, dans le Yorkshire, il fait son apprentissage chez un négociant en barres d'acier de Londres, dont il reprend l'affaire en 1763, épousant Mary Bourne et développant son négoce en Suède et en Russie, où la fabrication d'acier pour la Royal Navy remonte aux contrats de Louis De Geer un siècle et demi plus tôt.
Entre 1773 et 1776, en prévision de la Guerre d'indépendance les commandes de canon pour la Royal Navy reprennent et passent de la Carron Company, de John Roebuck, à la Cyfarthfa Ironworks. À partir de 1775, il devient l'agent d'Anthony Bacon pour la vente de canons fabriques à Cyfarthfa Ironworks au Board of Ordnance. En 1777, il verse 1 500 sterling au médecin et scientifique William Brownrigg pour lui racheter ses parts dans l'entreprise.
Richard Crawshay loue les droits de Cyfarthfa Ironworks à la famille Bacon en 1786 et devient en 1794 le seul propriétaire. En mai 1787, il achète un brevet à Henry Cort pour le puddlage de l'acier, trois ans après le dépôt du brevet. Il fut par ailleurs l'un des promoteurs du Canal de Glamorganshire Canal, qui apport une aide immense au transport de l'acier jusqu'à Cardiff. Il meurt en 1810 à la tête d'une fortune de 1,5 million de sterling.